# Liste der denkmalgeschützten Objekte in Pinggau
Die Liste der denkmalgeschützten Objekte in Pinggau enthält die 8 denkmalgeschützten, unbeweglichen Objekte der österreichischen Marktgemeinde Pinggau im Bezirk Hartberg-Fürstenfeld.

## Denkmäler
| Foto |                 | Denkmal                                                                    | Standort                                           | Beschreibung | Metadaten |
| ---- | --------------- | -------------------------------------------------------------------------- | -------------------------------------------------- | --- | --- |
| ja   | Datei hochladen | Flur-/Wegkapelle HERIS-ID: 68927 Objekt-ID: 81965                          | bei Haideggendorf 1 Standort KG: Haideggendorf     | | BDA-Hist.: Q38120986 Status: § 2a Stand der BDA-Liste: 2025-06-30 Name: Flur-/Wegkapelle GstNr.: 645/2                                                              |
| ja   | Datei hochladen | Figurenbildstock hl. Johannes Nepomuk HERIS-ID: 68903 Objekt-ID: 81941     | bei Hauptplatz 8 Standort KG: Pinggau              | Die Statue des Johannes Nepomuk neben der Kirche stammt aus dem 3. Viertel des 18. Jahrhunderts. | BDA-Hist.: Q38120941 Status: § 2a Stand der BDA-Liste: 2025-06-30 Name: Figurenbildstock hl. Johannes Nepomuk GstNr.: .24 Statue of John of Nepomuk, Pinggau        |
| ja   | Datei hochladen | Wallfahrtskirche Maria Hasel und Kirchhof HERIS-ID: 51734 Objekt-ID: 57478 | Kirchenplatz 1 Standort KG: Pinggau                | Die Kirche wurde nach einer Legende benannt: Hirten sollen in einem Haselstrauch an der Pinka eine Marienstatue gefunden haben. Diese wurde später in die benachbarte Kirche gebracht, die 1377 erstmals erwähnt wurde und mit Fresken von Johann Cyriak Hackhofer ausgestattet ist. | BDA-Hist.: Q38047221 Status: § 2a Stand der BDA-Liste: 2025-06-30 Name: Wallfahrtskirche Maria Hasel und Kirchhof GstNr.: .24 Wallfahrtskirche Maria Hasel, Pinggau |
| ja   | Datei hochladen | Heiligbrunnkapelle HERIS-ID: 68902 Objekt-ID: 81940                        | bei Kirchenplatz 2 Standort KG: Pinggau            | Neben der Wallfahrtskirche findet sich die 1698 erbaute Brunnkapelle mit einer steinernen Pietà aus dem Jahr 1717. | BDA-Hist.: Q38120930 Status: § 2a Stand der BDA-Liste: 2025-06-30 Name: Heiligbrunnkapelle GstNr.: .24 Heiligbrunnkapelle Pinggau                                   |
| ja   | Datei hochladen | Wegkapelle HERIS-ID: 68914 Objekt-ID: 81952                                | bei Steinamanger Straße 21 Standort KG: Pinggau    | | BDA-Hist.: Q38120966 Status: § 2a Stand der BDA-Liste: 2025-06-30 Name: Wegkapelle GstNr.: 254/2                                                                    |
| ja   | Datei hochladen | Bildstock HERIS-ID: 68926 Objekt-ID: 81964                                 | bei Sparberegg 24 Standort KG: Sparberegg          | | BDA-Hist.: Q38120978 Status: § 2a Stand der BDA-Liste: 2025-06-30 Name: Bildstock GstNr.: 862/1                                                                     |
| ja   | Datei hochladen | Kath. Filialkirche Maria Hilf HERIS-ID: 68931 Objekt-ID: 81969             | Sparberegg 37, in der Nähe Standort KG: Sparberegg | Die Filialkirche Maria Hilf in Sparberegg wurde 1906 errichtet und gehört der Pfarre Pinggau an. | BDA-Hist.: Q38120995 Status: § 2a Stand der BDA-Liste: 2025-06-30 Name: Kath. Filialkirche Maria Hilf GstNr.: .116 Filialkirche Maria Hilf, Sparberegg              |
| ja   | Datei hochladen | Aufnahmsgebäude Tauchen-Schaueregg HERIS-ID: 51895 Objekt-ID: 57713        | Steirisch-Tauchen 18 Standort KG: Wiesenhöf        | Das Aufnahmsgebäude des Bahnhofs Tauchen-Schaueregg wurde 1910 in späthistoristischen Formen als Teil der Wechselbahn errichtet. | BDA-Hist.: Q106822045 Status: Bescheid Stand der BDA-Liste: 2025-06-30 Name: Aufnahmsgebäude Tauchen-Schaueregg GstNr.: 1055 Bahnhof Tauchen-Schaueregg             |